# Daria Sarkhosh
Daria Sarkhosh (Mestre, 17 agosto 1985) è un'ex ginnasta italiana.

## Biografia

### Carriera
È nata da madre italiana e padre iraniano.
- Nel 1998 partecipa ai campionati italiani di categoria.[1]
- Nel 1999 ottiene la prima convocazione nella Nazionale juniores.[1]
- Nel 2000 partecipa al campionato di Serie A1. Partecipa inoltre ai Campionati europei juniores di Parigi, ottenendo il 7º posto con la Nazionale juniores.[1][2][3]
- Partecipa poi ai campionati di categoria a fine novembre dove ottiene un quarto posto individuale dietro a Monica Bergamelli, Cristina Cavalli e Giorgia Denti.[4] Partecipa poi ai campionati italiani assoluti dove ottiene un decimo posto all-around e partecipa alla finale di specialità alla trave che termina in quinta posizione.[5]
- Nel 2002 prende parte con la Nazionale alle gymnasiadi di Caen, ottenendo un oro nella competizione a squadre e un sesto posto individuale.[1][3]
- Nel 2003 partecipa nonostante un infortunio ai Campionati mondiali di Anaheim, dove la squadra arriva al 15º posto, mancando la qualificazione per le Olimpiadi 2004.[1][3][6]
- Nel 2004 partecipa ai Campionati europei di Amsterdam con il sesto posto a squadre.[1]
- Nel 2005 vince lo scudetto con la Brixia; partecipa inoltre ai Giochi del Mediterraneo di Almeria, cogliendo la medaglia d'oro a squadre e un sesto posto in finale alle parallele asimmetriche. Prende poi parte alle Universiadi di Smirne, ottenendo un quarto posto a squadre. Infine, partecipa a livello individuale ai Campionati mondiali di Melbourne insieme alla compagna Monica Bergamelli, ottenendo il 17º posto assoluto.[1][6][7]
- Nel 2006 annuncia il suo ritiro.[7]